# میچل (ایندیانا)
میچل، ایندیانا (به انگلیسی: Mitchell, Indiana) یک شهر در ایالات متحده آمریکا با جمعیت ۴٬۳۵۰ نفر است که در ایندیانا واقع شده‌است.

## موقعیت جغرافیایی
موقعیت جغرافیایی شهرها و مناطق اطراف به شرح زیر است: